# Chiesa di Sant'Agostino (Parigi)
La chiesa di Sant'Agostino (in francese église Saint-Augustin) è un luogo di culto cattolico dell'VIII arrondissement, sede dell'omonima parrocchia appartenente all'arcidiocesi di Parigi.
L'edificio, costruito in stile eclettico tra il 1860 e il 1871 su progetto di Victor Baltard, è situato al centro della piazza dove il boulevard Haussmann incrocia il boulevard Malesherbes, nell'VIII arrondissement; è caratterizzato da una struttura portante metallica visibile ed integrata con il rivestimento lapideo.
La chiesa si trova nei pressi della stazione della metropolitana di Parigi Saint-Augustin sulle linee 9 e 14.

## Storia
La chiesa si trova nell'area dell'antico sobborgo popolare della Petite Pologne, il cui nome derivava dall'omonimo teatro di cabaret, situato presso la barriera daziaria della città. Il quartiere fu profondamente modificato durante la trasformazione di Parigi sotto il Secondo Impero, divenendo una zona residenziale di prestigio. Uno dei nuovi assi viari cittadini sarebbe stato il boulevard Malesherbes, che avrebbe collegato il quartiere con la piazza antistante la chiesa della Madeleine; Georges-Eugène Haussmann volle che lungo detta strada fosse costruita una chiesa che, per le sue dimensioni, sarebbe spiccata sopra alle altre costruzioni.
Il progetto venne affidato a Victor Baltard che, alla metà del XIX secolo, aveva disegnato i padiglioni delle Halles, il grande mercato coperto cittadino. La costruzione iniziò nel 1860 per terminare nel 1871. Baltard non si limitò a progettare la struttura, ma sovrintese anche alla realizzazione delle decorazioni interne ed esterne della chiesa. La chiesa venne consacrata il 24 maggio 1868, prima del suo completamento. Tra il 1991 e il 1992, l'esterno è stato oggetto di un restauro conservativo.
Dal 1875 al 1900 fu curato di Sant'Agostino Henri Huvelin, grande confessore, che ispirò, nell'ottobre del 1868, la conversione di Charles de Foucauld, frequentatore della parrocchia. Il sacerdote pare sia stato anche il direttore spirituale del parnassiano Émile Littré, che battezzò sul letto di morte, e avrebbe anche ispirato Carl Gustav Jung all'inizio della sua ricerca.
Il 4 giugno 1993 la chiesa è stata dichiarata monumento storico di Francia.

## Descrizione

### Architettura

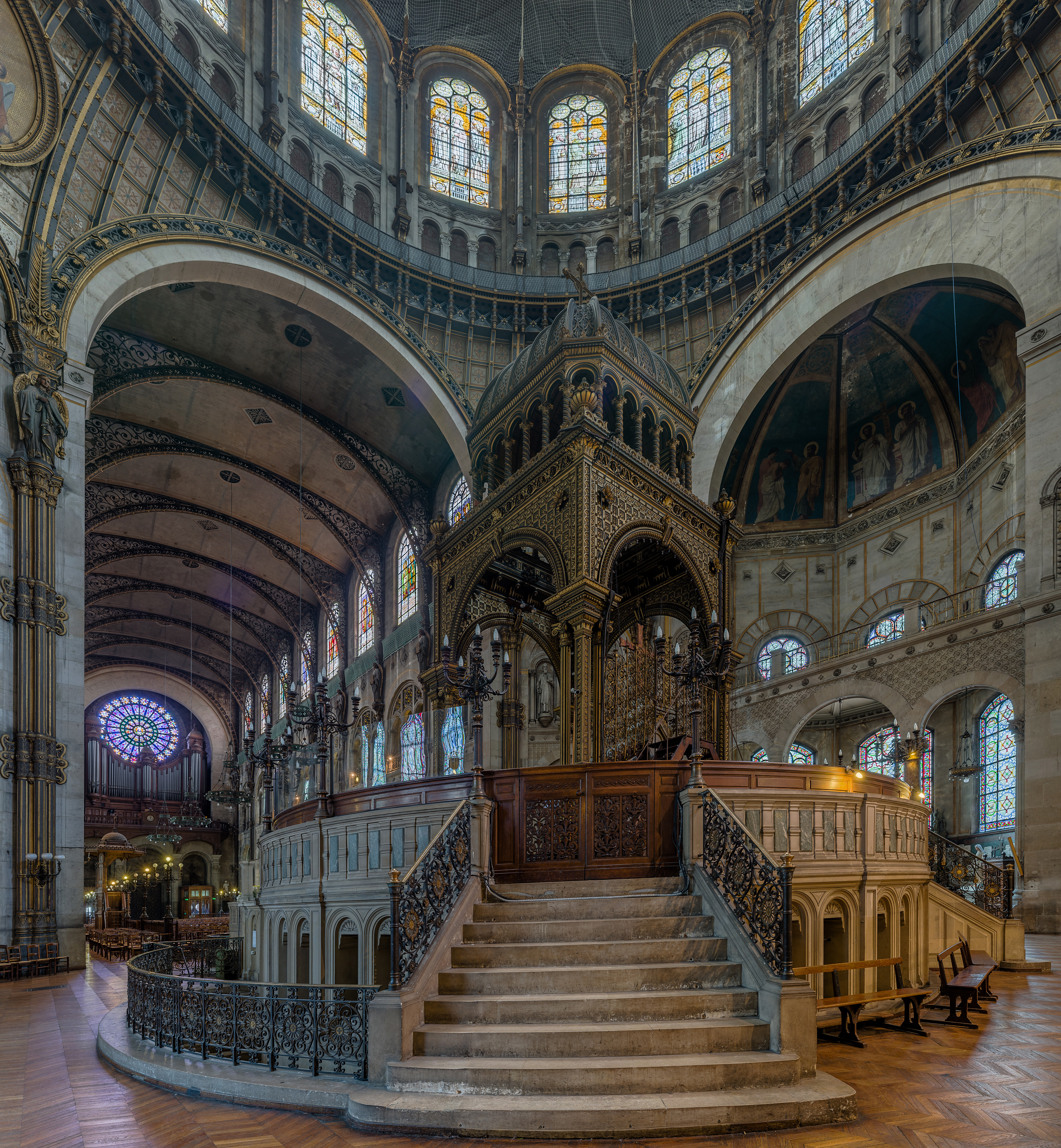
Interno della tribuna: si noti l'alternanza tra elementi in ghisa ed altri materiali di rivestimento, integrati fra di loro.

Dal punto di vista stilistico, la chiesa presenta una particolare forma di eclettismo con chiari riferimenti al romanico e al rinascimentale. Particolare è la tecnica costruttiva: la chiesa è dotata di una struttura metallica completamente autoportante, che non ha bisogno di contrafforti. Tale struttura, a differenza di altre costruzioni analoghe progettate da Victor Baltard, come la chiesa di Sant'Ambrogio (1863-1868) e la basilica delle Sante Clotilde e Valeria (1846-1857), non è celata nella sua interezza al di sotto di un rivestimento in pietra, ma ad esso integrata, diventando anche parte effettiva dell'apparato decorativo dell'edificio.
All'interno, le colonne e le nervature in ghisa, ugualmente esposte, costituiscono un'orgogliosa esemplificazione della particolare tecnica costruttiva ed assumono funzioni anche decorative. Da questo punto di vista la chiesa di Sant'Agostino è particolarmente rappresentativa delle tecnologie e delle passioni tecnico-estetiche dell'epoca.
Le principali misure dell'edificio sono le seguenti:
| Parametro             | Misura (metri) |
| --------------------- | -------------- |
| Lunghezza             | 91             |
| Diametro della cupola | 27             |
| Altezza della cupola  | 80             |
| Altezza dei campanili | 50             |

### Esterno

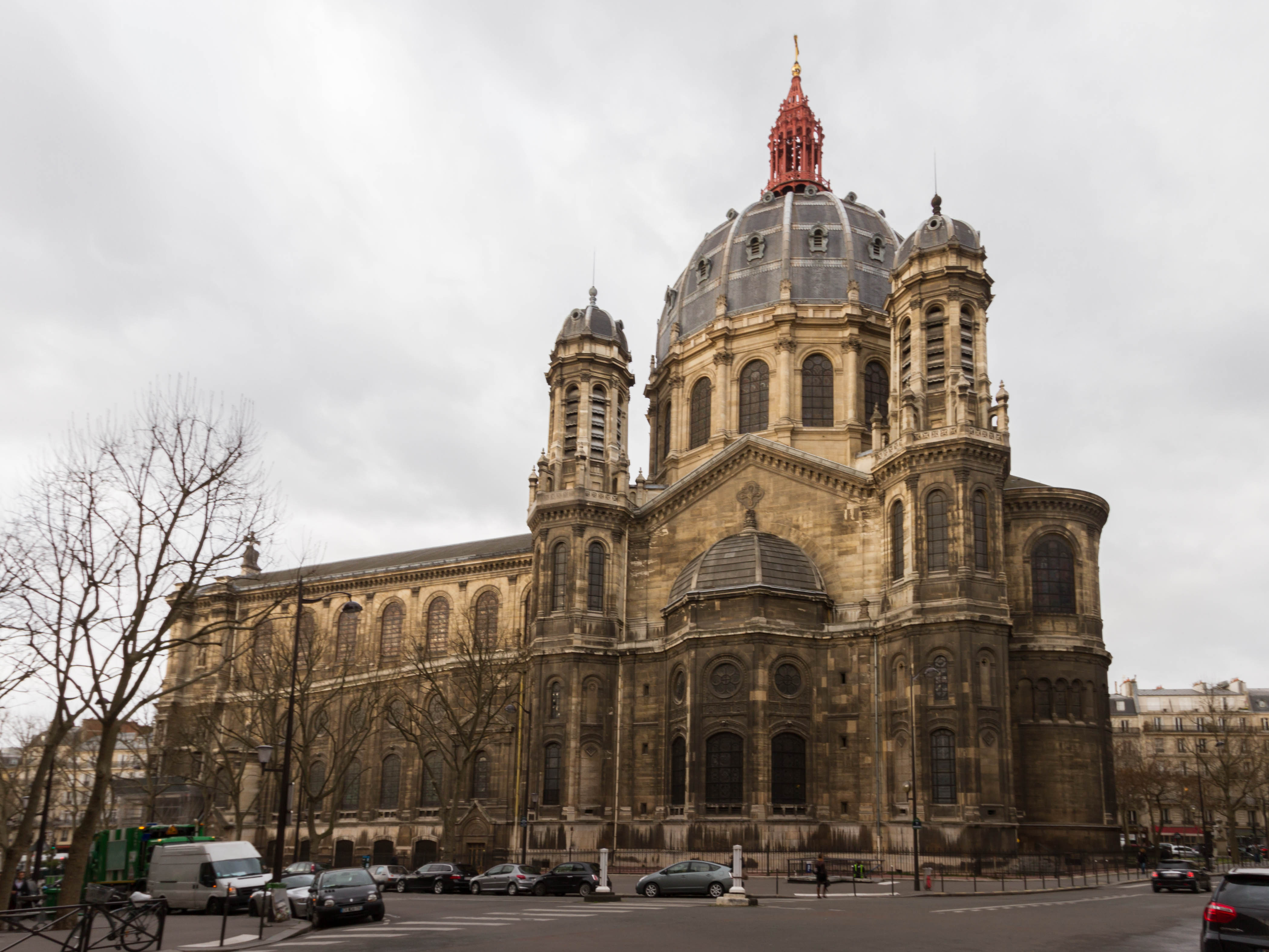
Veduta esterna della fiancata destra

Lo spiazzo al centro del quale sorse la chiesa è di forma triangolare. L'edificio fu adattato a questo vincolo risolvendo la pianta in una facciata stretta e alta dietro la quale lo spazio si estende verso una tribuna molto vasta. Sono le cappelle che regolarizzano il volume della navata, diventando sempre più ampie man mano che si procede verso il coro. Fra le critiche rivolte all'edificio, vi fu quella che l'urbanistica sarebbe dovuta essere al servizio dell'architettura, e non il contrario.
La facciata della chiesa è a capanna, preceduta da una breve scalinata; gran parte del prospetto è incassato all'interno di un ampio arco a tutto sesto poggiante su due grandi pilastri laterali decorati con le statue di Mosè (in basso a sinistra), San Tommaso d'Aquino (in alto a sinistra), Elia (in basso a destra) e Sant'Agostino (in alto a destra). Nella parte inferiore della facciata, si aprono le tre arcate che danno accesso al portico, poste in corrispondenza dei portali, ciascuno dei quali è sormontato da un dipinto raffigurante una delle tre virtù teologali. Sui pilastri che sorreggono i tre archi, vi sono i simboli dei quattro Evangelisti, mentre al di sopra del pronao, vi è un altorilievo raffigurante Gesù tra i dodici Apostoli.
La tribuna è caratterizzata dall'alta cupola con tamburo, nel quale si aprono grandi finestroni ad arco a tutto sesto alternati a colonne corinzie. La lanterna, interamente in ghisa, venne fortemente criticata nel corso della guerra franco-prussiana (luglio 1870-maggio 1871) e assimilata ai caschi dei militari del Regno di Prussia, anche in riferimento alla fede protestante di Victor Baltard. La cupola è affiancata da quattro torri campanarie a base ottagonale.

### Interno

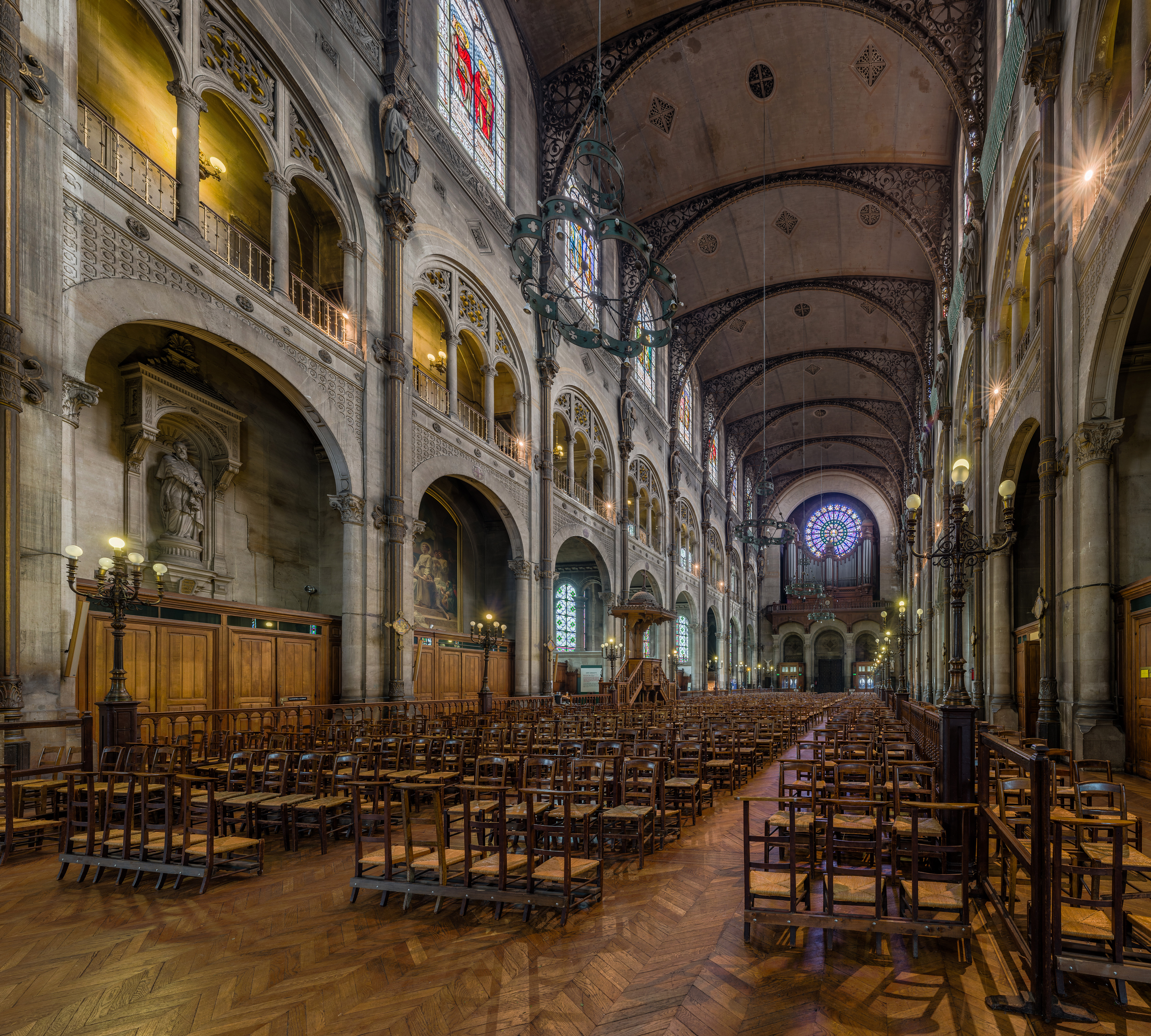
Interno verso la controfacciata

L'aula è a navata unica con sette arcate per lato, delle quali le prime cinque corrispondono ad altrettante cappelle laterali, sempre più ampie procedendo dalla controfacciata verso la tribuna. La volta è sorretta da archi ribassati in ghisa poggianti su esili colonne dello stesso materiale, con alla sommità di ciascuna di esse una statua raffigurante un angelo. Nella parte superiore della parete si aprono le trifore del matroneo e, più in alto, il cleristorio, composto da grandi finestre ad arco a tutto sesto con vetrate policrome con immagini di santi, realizzate da Charles-Laurent Maréchal.
La tribuna si compone di tre absidi poligonali che si aprono su un unico grande ambiente centrale, la crociera, a pianta ottagonale e coperta dalla cupola. Al centro, al di sopra di un alto podio, vi è il presbiterio, con l'altare maggiore sormontato da un ciborio in ghisa dorata. Alla base della cupola, vi sono quattro medaglioni dipinti raffiguranti gli Evangelisti, e sono di William Bouguereau gli affreschi delle volte delle due absidi laterali, raffiguranti Scene della vita di san Giovanni Battista (a destra) e Scene della vita di Sant'Agostino (a sinistra); questi due ambienti, inoltre, presentano un matroneo che li divide in due livelli, dei quali quello inferiore è adibito a cappella, quella di destra dedicata a san Giuseppe e quella di sinistra al Sacro Cuore di Gesù, con la statua del dedicatario entro un baldacchino, sopra l'altare. La cappella assiale è dedicata alla Vergine Maria, con statua marmorea della Madonna col Bambino di Léon Jaley.

### Organi a canne

#### Organo maggiore

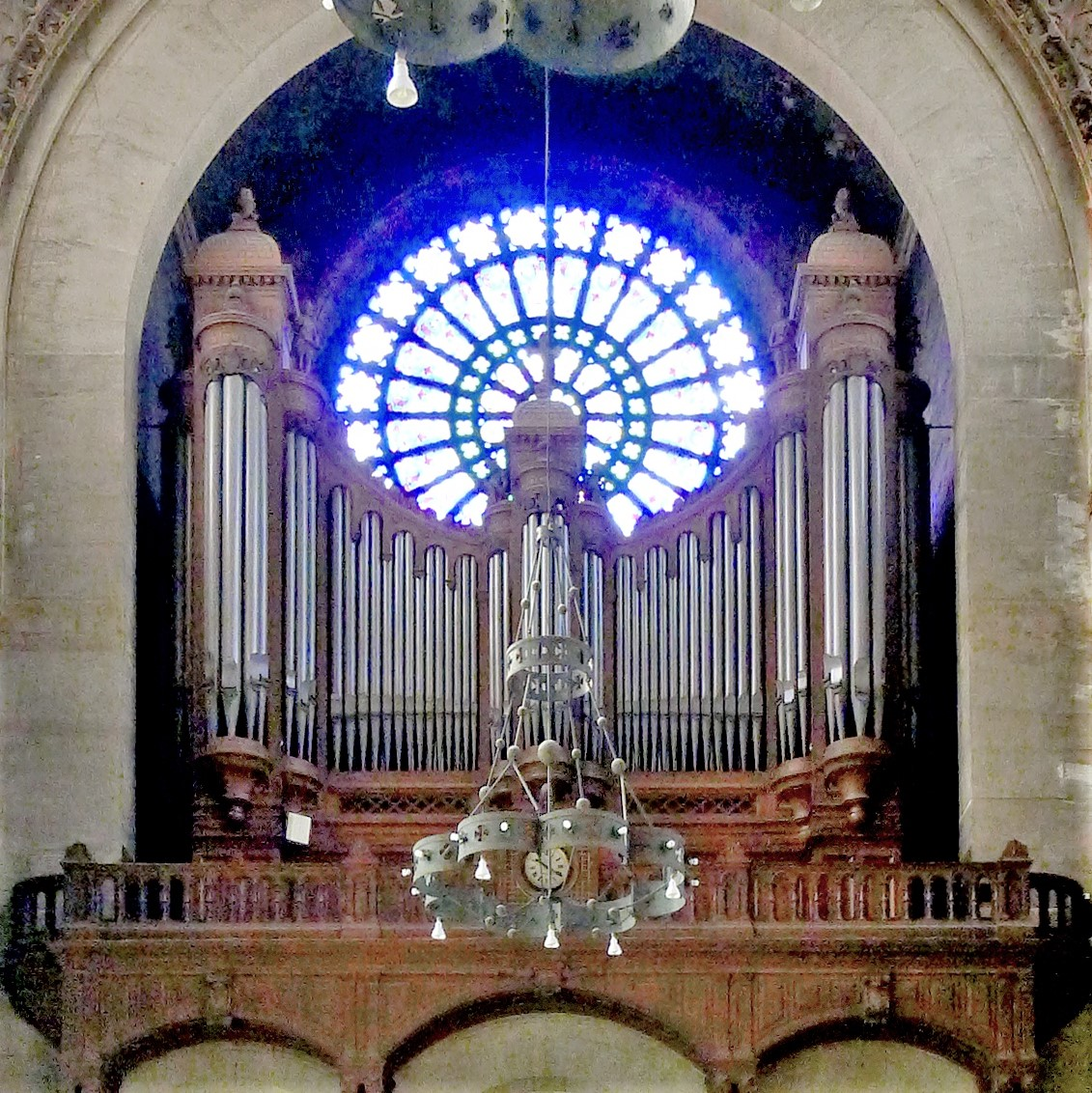
L'organo maggiore

Sulla cantoria in controfacciata si trova l'organo a canne principale della chiesa; questo è stato costruito da Charles Spackman Barker nel 1868 e successivamente più volte modificato e ampliato da diversi organari, fra cui Aristide Cavaillé-Coll nel 1897-1899.
Lo strumento è a trasmissione meccanica con leva Barker e dispone di 54 registri; il materiale fonico è integralmente racchiuso all'interno di una cassa lignea in stile con la chiesa, con andamento digradante delle canne verso la torretta centrale. La consolle, posta al centro della cantoria, dispone di tre tastiere di 56 note ciascuna e pedaliera di 30, con i pomelli dei registri posizionati su più file orizzontali ai lati dei manuali.
Illustri organisti di Sant'Agostino sono stati Eugène Gigout (dal 1868 al 1925), Jean Huré (dal 1925 al 1930), André Fleury (dal 1930 al 1948).

#### Organo corale
Sul matroneo dell'abside di destra della crociera, si trova un secondo organo, costruito nel 1899 da Cavaillé-Coll-Mutin successivamente restaurato e modificato. A trasmissione elettrica, dispone di 30 registri, dei quali 21 reali; la sua consolle, posta sul matroneo stesso, ha due tastiere di 61 note ciascuna ed una pedaliera di 32.